# Briana Scurry
Briana Scurry (nacida el 7 de septiembre de 1971 en Mineápolis, Minnesota) es una futbolista estadounidense. Fue la arquera titular de la Selección femenina de fútbol de los Estados Unidos en la Copa Mundial 1995 (3.er puesto), Juegos Olímpicos 1996 (medalla de oro), Copa Mundial 1999 (campeones), Juegos Olímpicos 2000 (medalla de plata), Copa Mundial 2003 (3.er puesto), Juegos Olímpicos 2004 (medalla de oro) y Copa Mundial 2007 (3.er puesto). Jugó tres temporadas como arquera titular para el Atlanta Beat (2001-2003).